# Frederick Trump
Frederick John Trump (Kallstadt, 12 de janeiro de 1868 – Woodhaven, 30 de março de 1918) foi um empresário germano-americano, patriarca da família Trump e o avô paterno do 45º e 47º presidente dos Estados Unidos, Donald Trump.

## Biografia
Frederick Trump nasceu em Kallstadt, no Palatinado, no Reino da Baviera, no Império Alemão. Emigrou para os Estados Unidos em 1885, aos dezesseis anos. Inicialmente estabeleceu-se em Nova Iorque para trabalhar como barbeiro.
A corrida do ouro o levou para Bennett, em Stikine, na Colúmbia Britânica (Canadá), um centro importante para os garimpeiros que viajavam pelo rio Yukon até Dawson City, no Yukon, durante a Corrida do Ouro de Klondike, no Canadá. Frederick Trump construiu um restaurante próximo do Lago Bennett. Com a construção de uma ferrovia ligando o Distrito de Skagway até Whitehorse, Frederick Trump desmontou seu restaurante e o reconstruiu em Whitehorse.
Trump deixou Whitehorse em 1901 para voltar para Kallstadt, onde se casou em 1902 com Elizabeth Christ Trump. Retornou aos Estados Unidos onde voltou a se estabelecer em Nova Iorque entre 1903 e 1904.

## Fotos

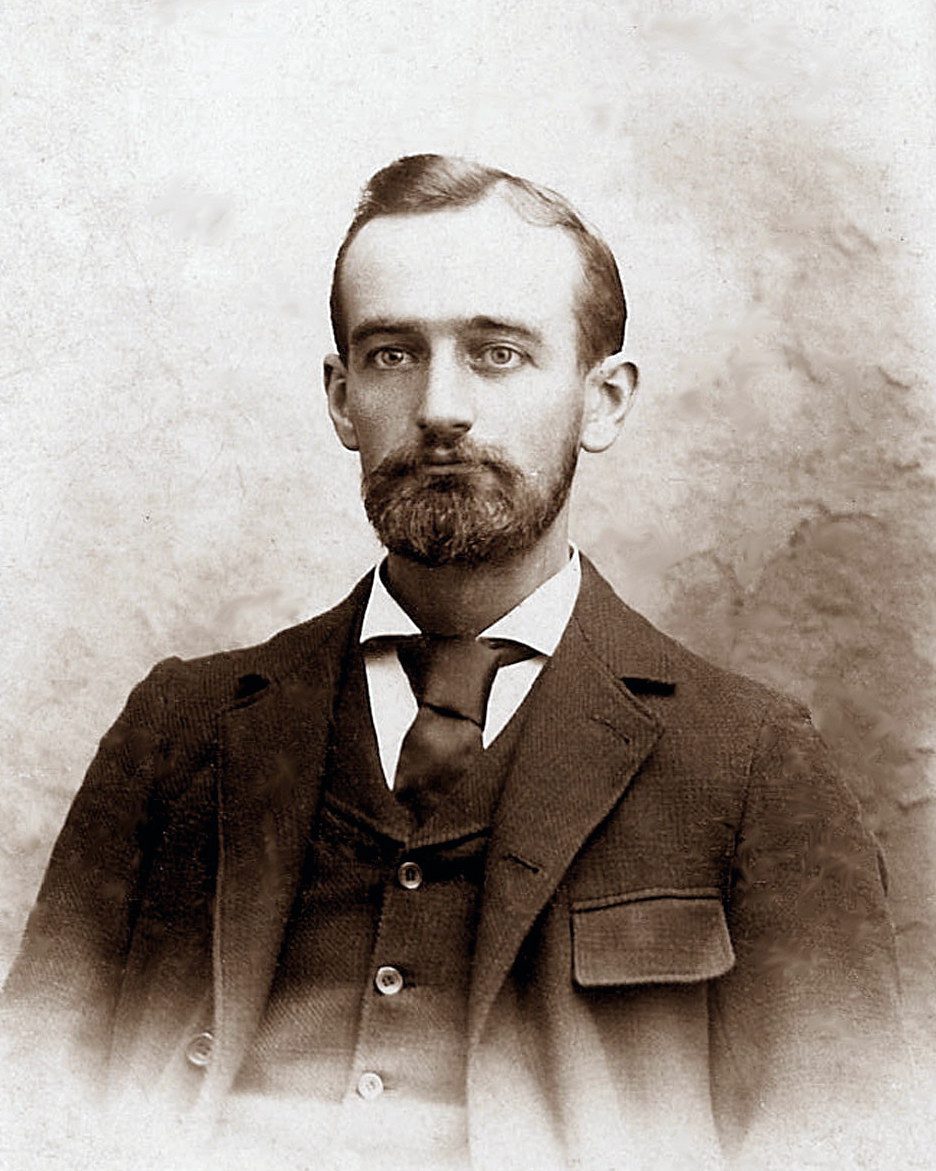
Frederick Trump
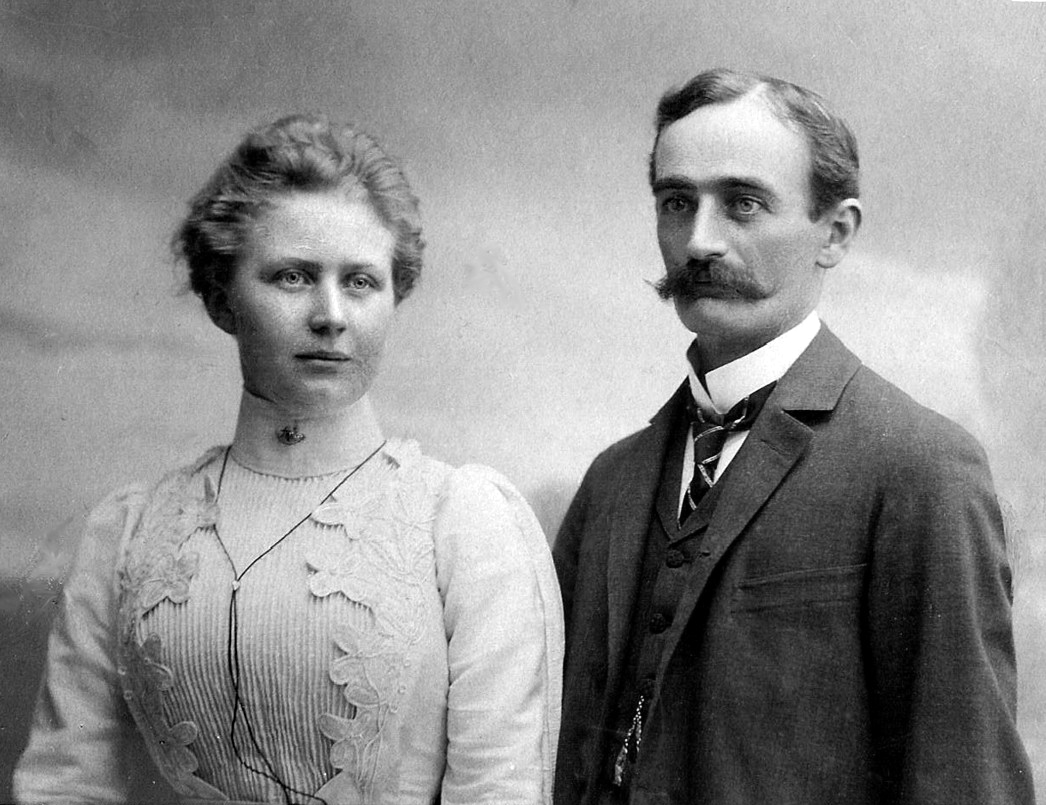
Elisabeth Christ e Frederick Trump
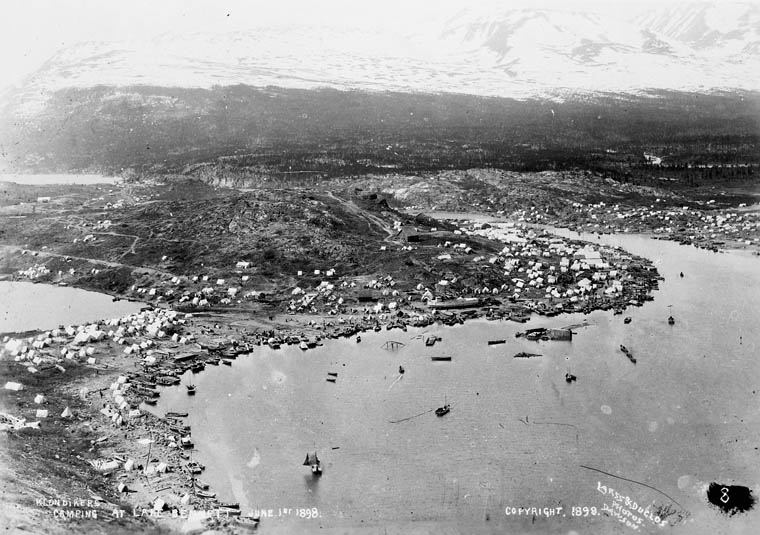
Bennett, Colúmbia Britânica, em 1898, durante a Corrida do Ouro de Klondike
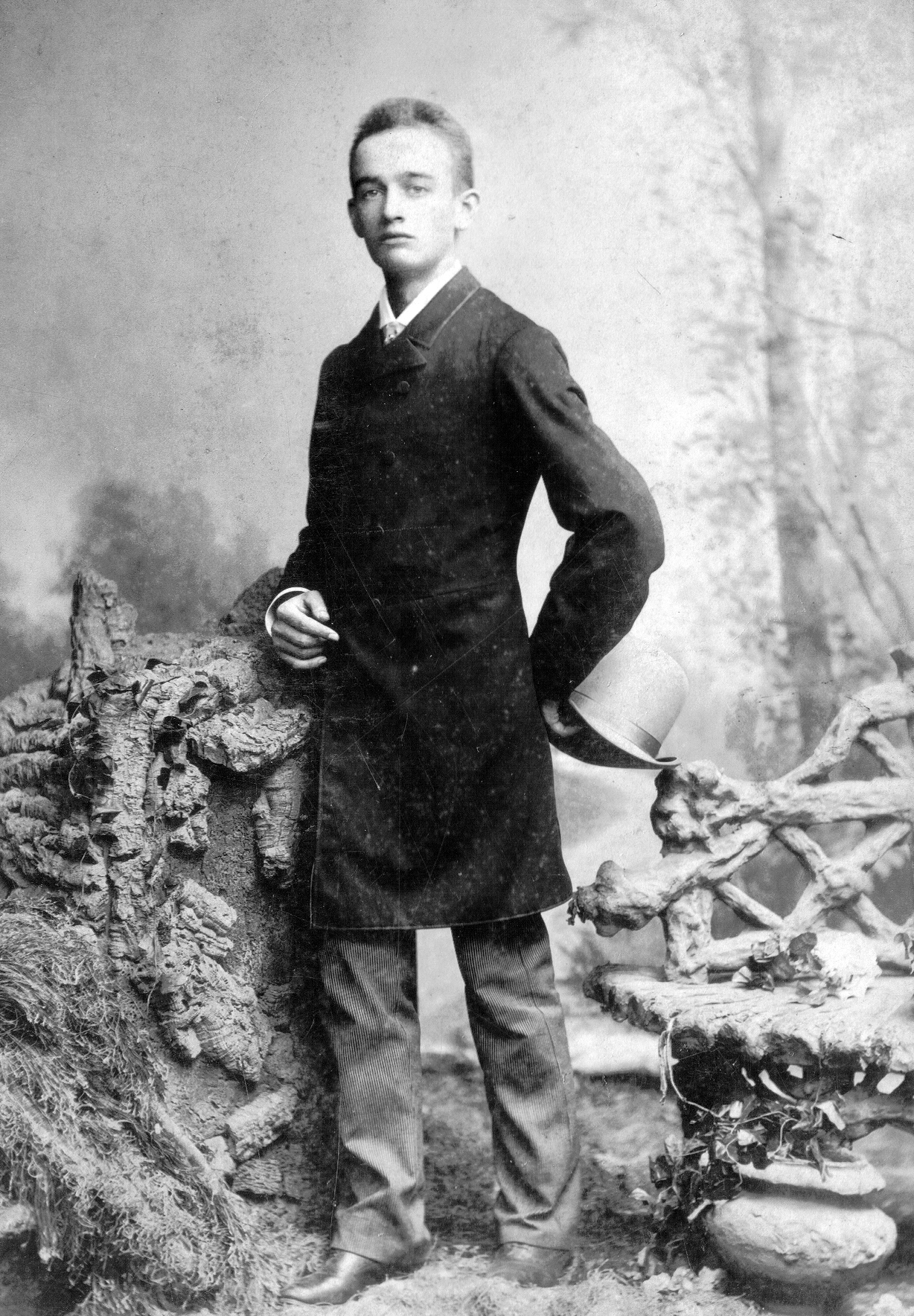
Frederick Trump em 1887